# Straßenbahn Amsterdam
Die Straßenbahn Amsterdam ist ein Teil des öffentlichen Nahverkehrs der niederländischen Hauptstadt Amsterdam. Sie wird betrieben durch das Verkehrsunternehmen GVB (bis 2002 Gemeentevervoerbedrijf, deutsch: „Städtischer Verkehrsbetrieb“), das auch die Metro und das Stadtbusnetz sowie die Fährlinien betreibt.
Die Spurweite der Straßenbahn beträgt 1435 Millimeter (Normalspur) und die Oberleitungsspannung 600 Volt. An fast allen Endstationen befinden sich geeignete Wendestellen, sodass mit Einrichtungsfahrzeugen gefahren werden kann. Einzige Ausnahme ist Amstelveen Binnenhof, die Endstation der Linie 5, deswegen fahren hier Zweirichtungsfahrzeuge.
Mit 14 Linien wird ein Netz von insgesamt 200 Kilometern Gleis befahren, wobei einige Abschnitte nur für Betriebsfahrten benutzt werden. Es werden 227 niederflurige Multigelenkwagen eingesetzt, wovon 76 Zweirichtungsfahrzeuge sind. 155 der Fahrzeuge sind Combino der Typen 13G und 14G von Siemens, die übrigen 72 Fahrzeuge des Typs 15G wurden von CAF innerhalb der Urbos-Familie gefertigt (Stand 2022).

## Geschichte

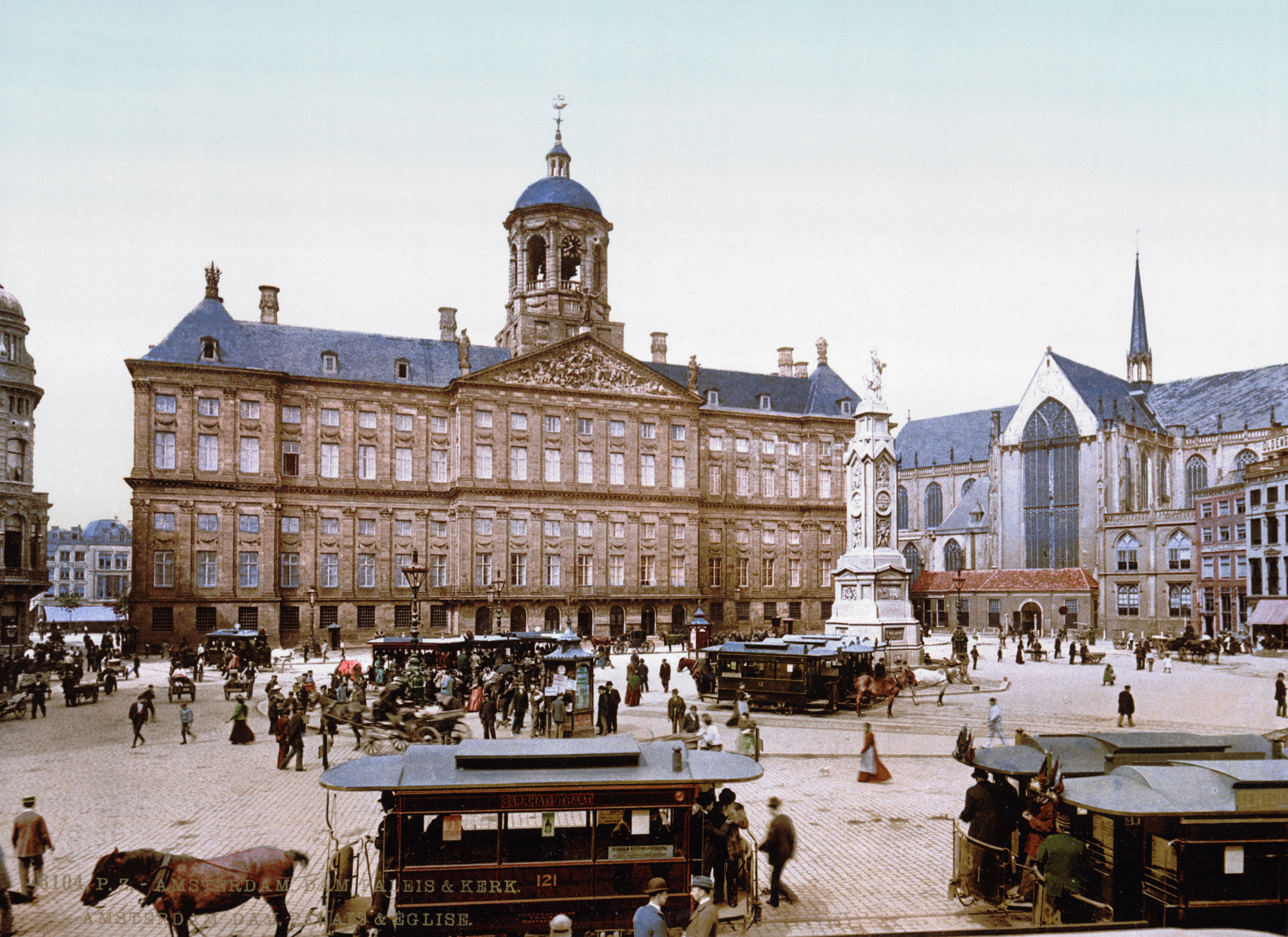
Der Dam war Ende des 19. Jahrhunderts der Mittelpunkt der Pferdebahnen.

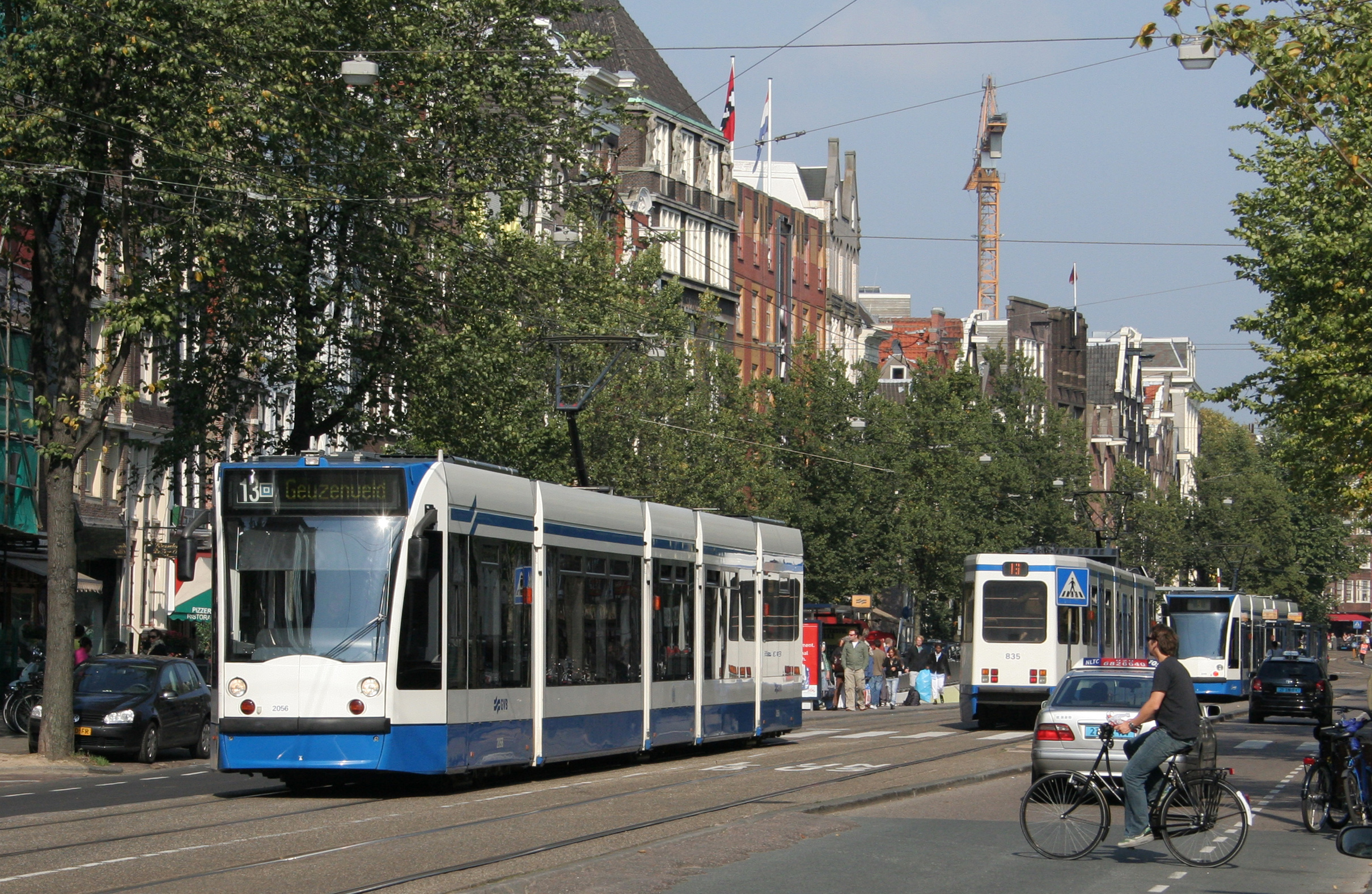
Die Amsterdamer Tram 2009, Linie 13 am Nieuwezijds Voorburgwal

Im Amsterdamer Stadtgebiet verkehrte am 3. Juni 1875 erstmals ein Straßenbahnfahrzeug. Die von der Amsterdamsche Omnibus Maatschappij (kurz AOM, „Amsterdamer Omnibus-Betriebe“) eröffnete Pferdebahn verband den Leidseplein mit dem Plantage-Viertel. In den 25 Jahren danach wurden noch 15 Linien eröffnet und so die ganze Innenstadt und die damals neuen Viertel außerhalb erschlossen. Eine Rarität war die von der AOM benutzte Spurweite von 1422 Millimetern.

### Gemeentetram

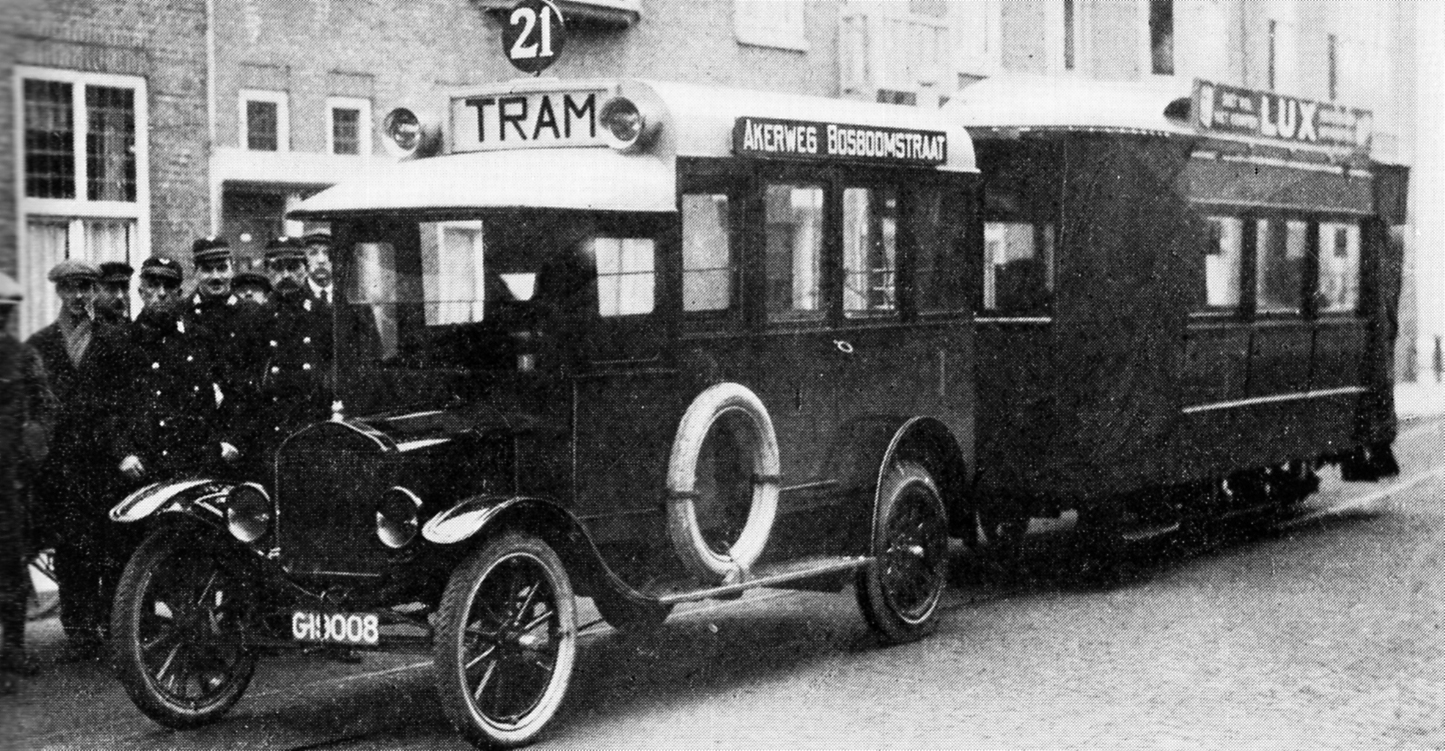
Vom Omnibus gezogener Wagen nach Sloten in der Jacob Marisstraat, 1922

Am 1. Januar 1900 wurde der Straßenbahnbetrieb von der Stadt übernommen. Der Name änderte sich in Gemeentetram Amsterdam (GTA, „Gemeindestraßenbahn Amsterdam“). Insgesamt wurden 242 Fahrzeuge, 758 Pferde und 15 Gebäude übernommen. Gleichzeitig wurde mit der Elektrifizierung des Netzes begonnen. Bis 1906 wurden alle Linien außer einer mit Oberleitung elektrifiziert und die Spurweite auf 1435 Millimeter angepasst. 1906 verkehrten zwölf elektrische Linien (1–11 und 13), wofür 229 neue elektrische Triebwagen beschafft worden waren; die alten Pferdebahnwagen benutzte man als Beiwagen. Die letzte Pferdebahn, die Linie 12, wurde 1916 elektrifiziert. 1921 erhielt Amsterdam wieder eine Pferdebahn durch die Eingemeindung von Sloten. Diese Linie wurde bis 1925 mit Pferdebahnwagen betrieben, die durch einen Omnibus gezogen wurden, danach folgte die Umstellung auf Busbetrieb.

### Weiterentwicklung bis 1945

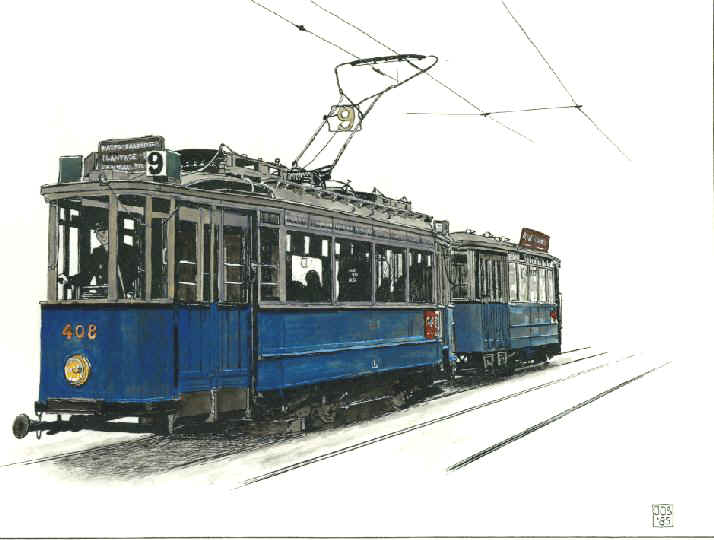
Ein Zweiachser (Baujahr 1929); diese Tramtype war bis 1968 in Betrieb

Logo der GVB Amsterdam

Zwischen 1910 und 1930 wuchs das Netz ebenso wie die Stadt. Zahlreiche neue Linien wurden bis 1931 eingerichtet, als das Netz mit 25 Linien am größten war. 1930 gab es 445 Triebwagen und 350 Beiwagen, sämtlich Zweiachser. Ab 1922 wurden alle Wagen der Linien, die am Hauptbahnhof vorbeifuhren, mit Briefkästen ausgestattet. Am Hauptbahnhof wurden die Briefkästen von einem Postbeamten geleert und deren Inhalt zum Hauptpostamt gebracht.
Während der Wirtschaftskrise in den 1930er Jahren wurde das Netz eingeschränkt: 1932 verschwanden fünf Linien. Um Personal zu sparen, verband man versuchsweise zwei Triebwagen mit einem Zwischenstück zu einem sogenannten Zwillingswagen. Dieser nun vierachsige Triebwagen mit einem dreiteiligen Wagenkasten mit schwebendem Mittelteil hatte die doppelte Motorleistung gegenüber einem Zug mit Trieb- und Beiwagen und brauchte nur noch einen Schaffner. 1935 wurde ein weiterer Zwillingswagen aus zwei Triebwagen mit einem etwas längeren Zwischenteil geschaffen.

Ab 1939 konnten neue Verbindungen in die östlichen Stadtteile geschaffen werden, nachdem die dortigen Eisenbahnstrecken auf Viadukte verlegt worden waren.
Während des Zweiten Weltkriegs wuchs die Zahl der Fahrgäste; gleichzeitig machte sich die mangelhafte Versorgung bemerkbar. 1943 fusionierte die Gemeentetram mit den Gemeenteveren („Gemeindefähren“) zum Gemeentevervoerbedrijf (GVB). Wegen Kohlenknappheit wurde im Oktober 1944 der Straßenbahnbetrieb stillgelegt, ein Fünftel der Wagen wurden von den deutschen Besatzungstruppen nach Osten gebracht, um dort im Krieg beschädigte Wagen zu ersetzen.

### Nachkriegszeit

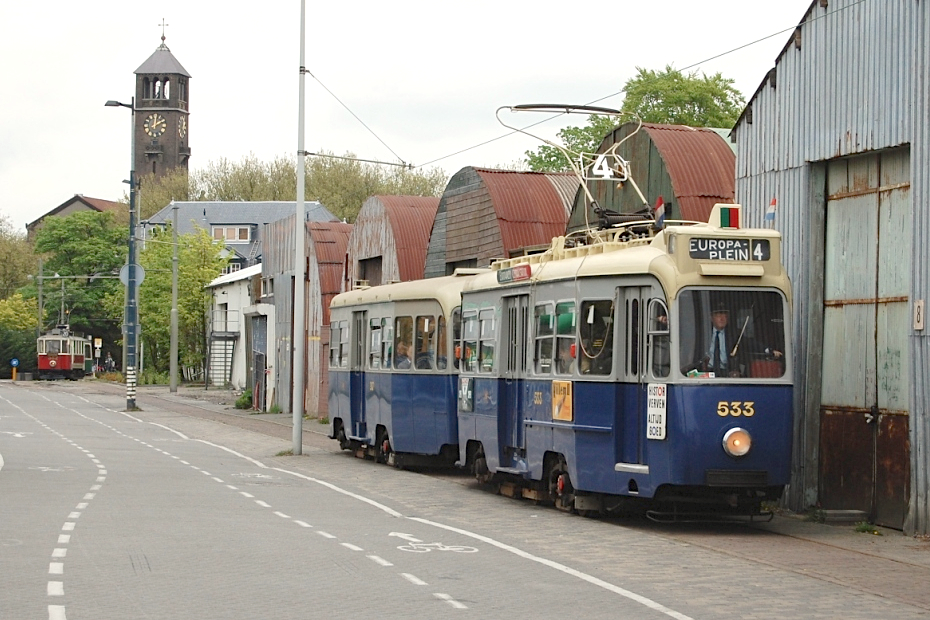
Dreiachsiger Großraumwagen 533+987 auf der Electrische Museumtramlijn Amsterdam, an der Haarlemmermeerstation. Diese Tramtype war von 1948 bis 1983 in Betrieb

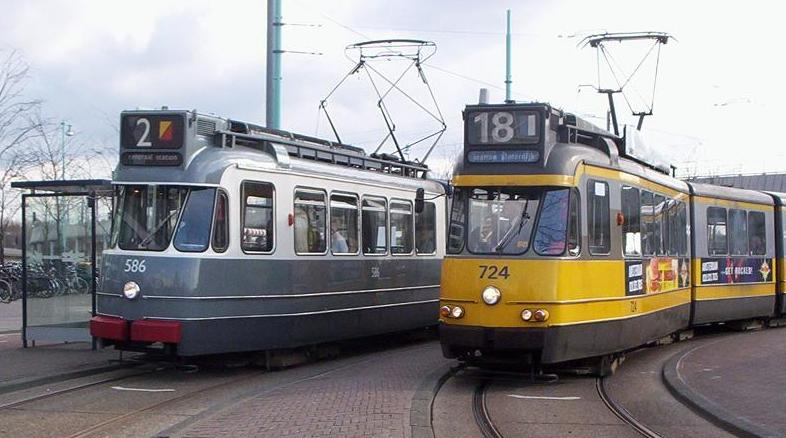
Amsterdamer Gelenkwagen, in der Anfangslackierung (Grau) und Doppelgelenkwagen in der gelben Lackierung, die ab den 1970er Jahren verwendet wurde

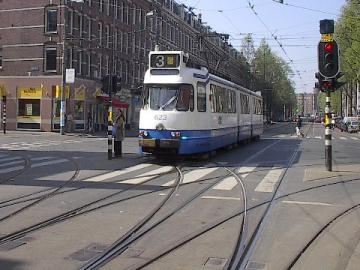
Gelenkwagen (Baujahr 1959) auf den Ceintuurbaan. Der Wagen fährt mit der blau-weißen Lackierung, die seit Ende der 1990er Jahre verwendet wurde. Diese Wagen wurden bis 2004 ausgemustert und teilweise nach Posen verkauft.

Im Juni 1945 fuhren die ersten Straßenbahnwagen wieder durch Amsterdam. Als Ersatz für die ältesten Wagen – die Wagen des Baujahrs 1902 fuhren noch immer – wurden ab 1948 60 Triebwagen und 50 Beiwagen als Großraumwagen in Einrichtungsausführung beschafft. Diese Dreiachser wurden von Werkspoor in Utrecht hergestellt. Nach dem Wiederaufbau setzte sich in den 1950er Jahren die Idee durch, dass Busse besser für den modernen Verkehr geeignet wären. Nur in der Leidsestraat und Utrechtsestraat wurden Straßenbahnen beibehalten, weil diese beiden Straßen für Busse zu eng waren. Hierfür wurden ab 1955 Einrichtungs-Gelenktriebwagen beschafft. Die 1957 gelieferten sechsachsigen Wagen waren ein großer Erfolg; damit war die Existenz der Amsterdamer Straßenbahn gesichert. Bis 1968 wurden noch 160 Gelenkwagen beschafft, ab 1959 waren es achtachsige Doppelgelenkwagen. 1968 konnten die letzten Vorkriegs-Zweiachser ausgemustert werden.
1971 endete der Postdienst. 1972/1973 wurden die Ende der 1950er Jahre beschafften einfachen sechsachsigen Gelenktriebwagen mit einem zusätzlichen Mittelteil zu achtachsigen Doppelgelenkwagen verlängert. Die letzten Dreiachser wurden 1983 nach 35 Jahren ausgemustert – eine für Amsterdamer Straßenbahnwagen eher kurze Zeit; beim Personal waren sie nie beliebt gewesen.

### Ausbau

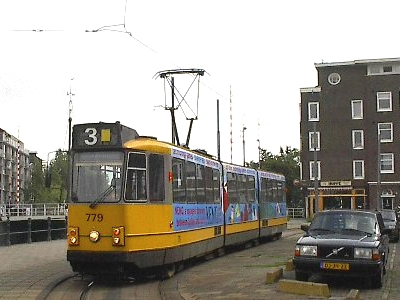
Gelbe Amsterdamer LHB-Tram (Serie 725–779). Dieser Typ war von 1974 bis 2003 in Betrieb. Die Linienkennfarbe Gelb der Linie 3 ist in der Anzeige zu erkennen.

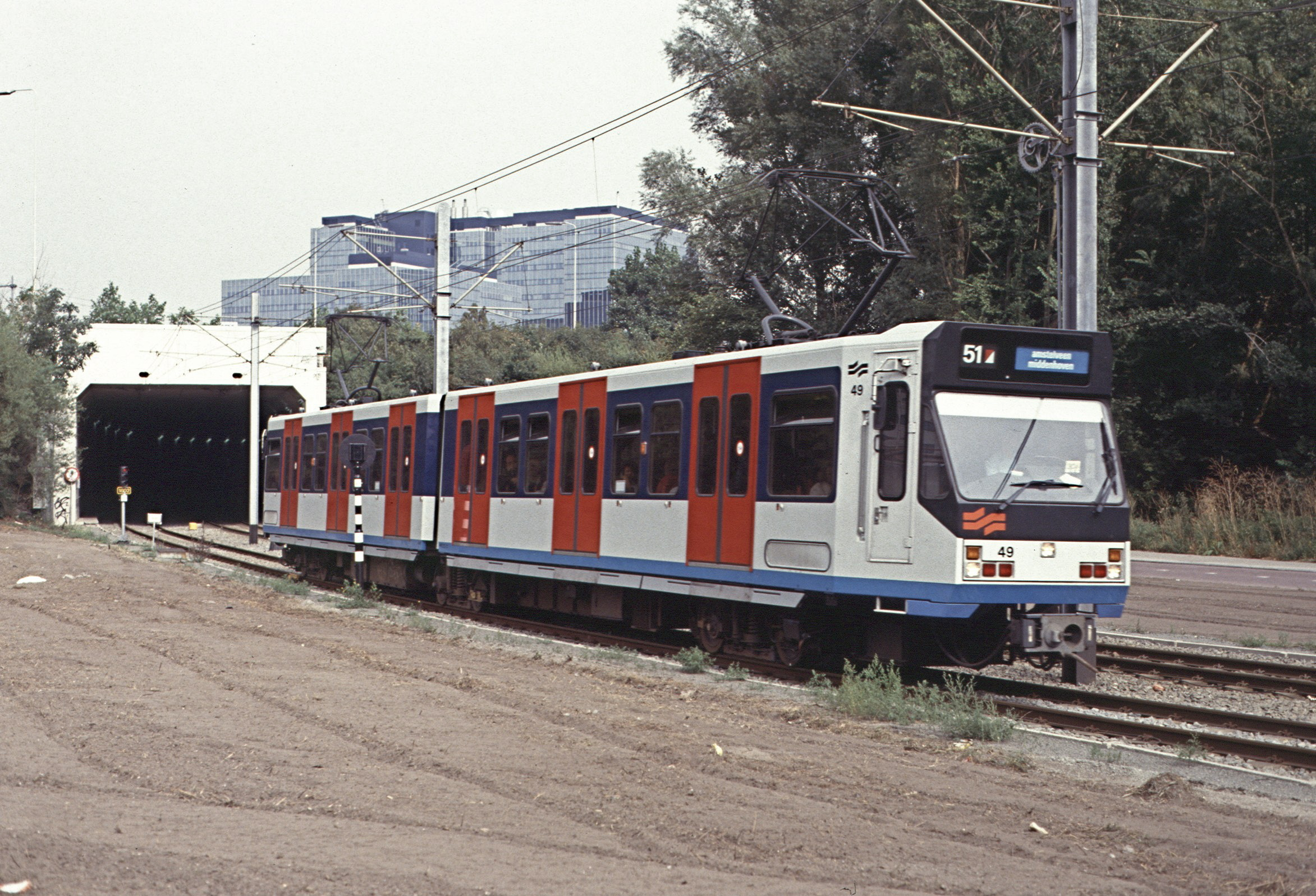
Zug der Sneltramlinie 51 (Baureihe S1) zwischen Amsterdam Zuid und Boelelaan/VU, 1991

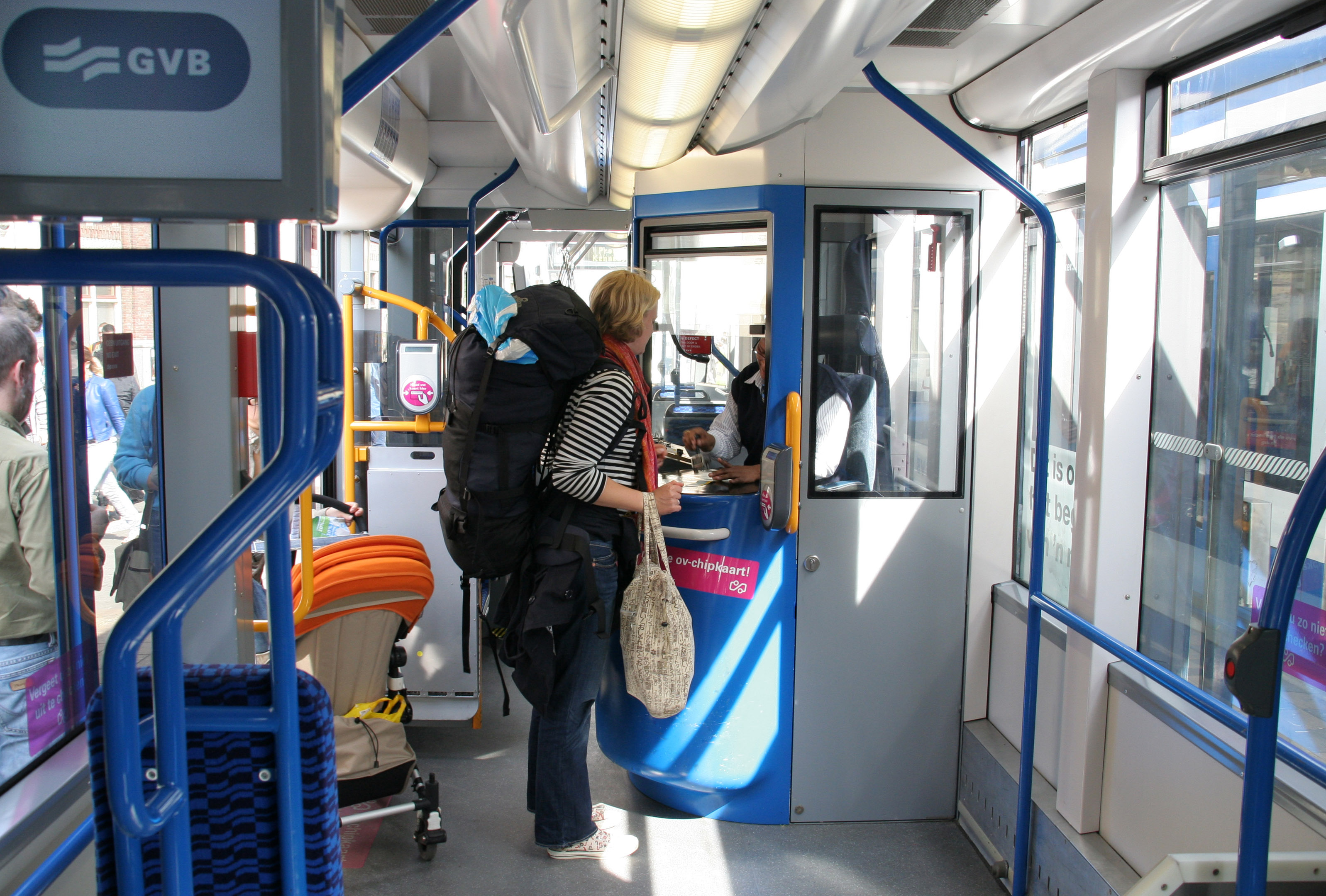
Interieur eines Amsterdamer Combinos mit Schaffnersitz

Nachdem die Straßenbahn wieder akzeptiert worden war, wurden neu entstandene Vororte im Westen Amsterdams an das Netz angeschlossen. So bekamen die entferntesten Teile Amsterdams eine schnelle Verbindung mit der Amsterdamer Innenstadt. Hierzu wurden in den 1970er Jahren bei Linke-Hoffmann-Busch (LHB) in Salzgitter zwei Serien (55 und 37) Straßenbahnwagen in Auftrag gegeben. Um die ältesten Gelenkwagen zu ersetzen und für neue Linien wurden 1989 und 1990 bei BN in Brügge (Belgien) 45 Wagen beschafft, die erstmals ein Niederflurteil besaßen. 1990 wurden auch Verbindungen in die Nachbarstädte Amstelveen und Diemen in Betrieb genommen.
Als letzter großer Ausbau gilt seit 2005 die völlig auf eigenem Bahnkörper gebaute Linie 26 nach IJburg. Zum Teil hierfür und als Ersatz für die Wagen aus den 1950er und 1960er Jahren wurden seit 2001 155 Combinos von Siemens in Betrieb genommen. Amsterdam hat damit anzahlmäßig die größte Serie an Combinos in der Welt.
Linie 25 wurde am 15. Dezember 2013 nach 83 Jahren (1930–2013) eingestellt, nun nicht mehr im Linienbetrieb befahren wird der südliche Abschnitt Victorieplein – President Kennedylaan. Die Gleise in der Rijnstraat blieben jedoch teils erhalten, da die Gleise als Ausfahrt vom Betriebshof Lekstraat dienen. Seit 2020 gibt es wieder eine Linie 25, mit anderem Verlauf.
Die Strecke nach Amstelveen wurde ab März 2019 vom Mischbetrieb von Straßenbahn und „Sneltram“ auf reinen Straßenbahnbetrieb umgebaut und am 20. Juli 2024 nach Uithoorn verlängert. Dies beendet den Mischbetrieb von Straßenbahnlinie 5 und Schnellstraßenbahn 51. Beide teilten sich den Abschnitt zwischen den Stationen De Boelelaan/VU und Oranjebaan. Die von beiden Systemen bedienten Stationen wiesen hintereinander jeweils einen 30 m langen Tiefbahnsteig für die Straßenbahn und einen 65 m langen Hochbahnsteig für die Sneltram auf. Die Hochfluranlagen wurden zurückgebaut und die Strecke auf gesamter Länge in das Straßenbahnnetz integriert. Diese Umstellung hängt mit der geplanten Verbreiterung der Autobahn A10 im Bereich des Bahnhofes Zuid zusammen, dem die Verbindungsstrecke zwischen Metro- und Straßenbahnnetz zum Opfer fällt.

### Güterverkehr
Im Frühling 2007 fuhren probeweise zwei für den Güterverkehr umgebaute Straßenbahnwagen durch Amsterdam. Dem Unternehmen CityCargo und der Stadt Amsterdam zufolge war der Versuch erfolgreich; ein planmäßiger Betrieb kam jedoch nicht zustande.

### Aktueller Fahrzeugpark

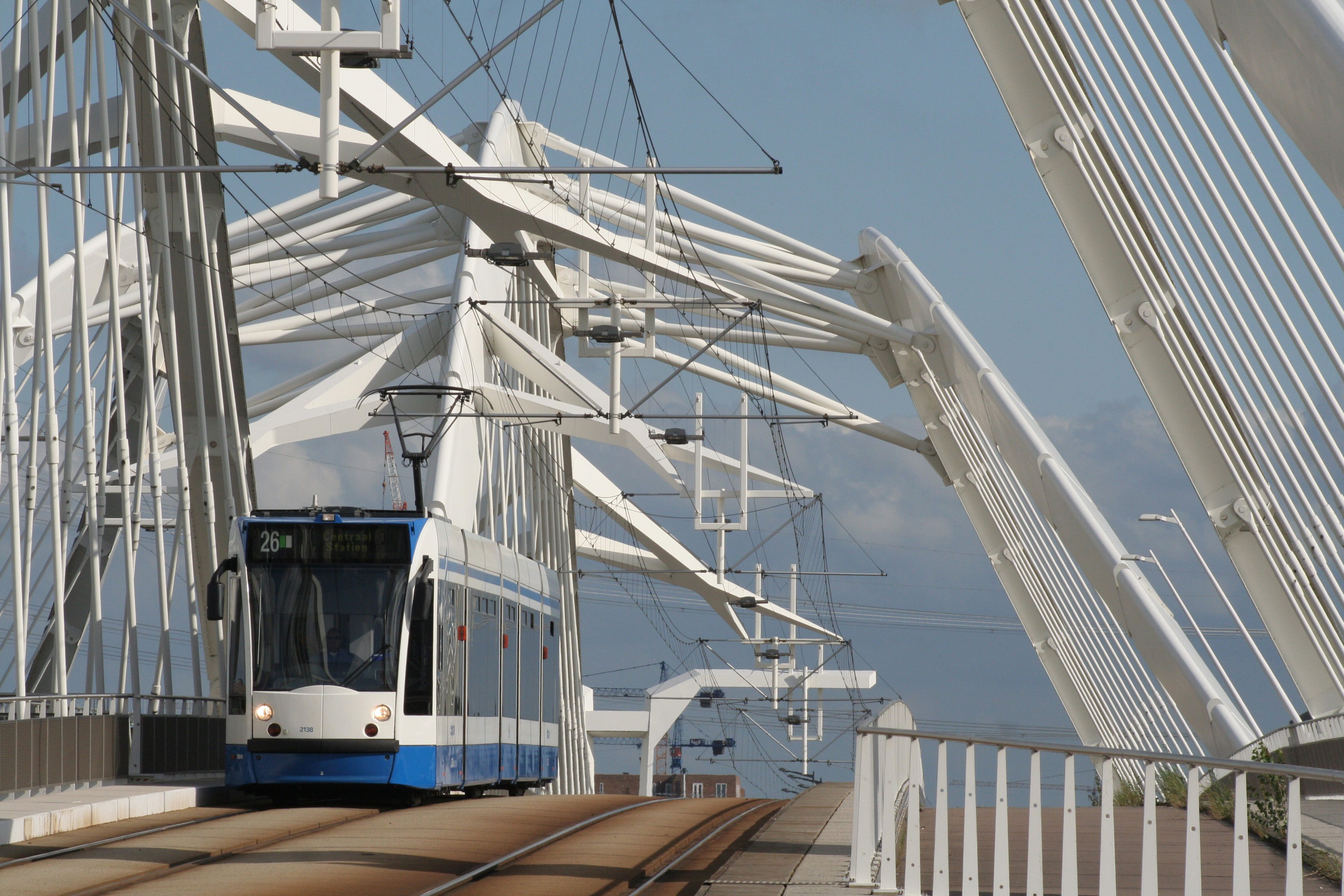
Combino (Baureihe 13G, Baujahre 2002–2004) auf der neuesten Amsterdamer Straßenbahnlinie 26 nach IJburg
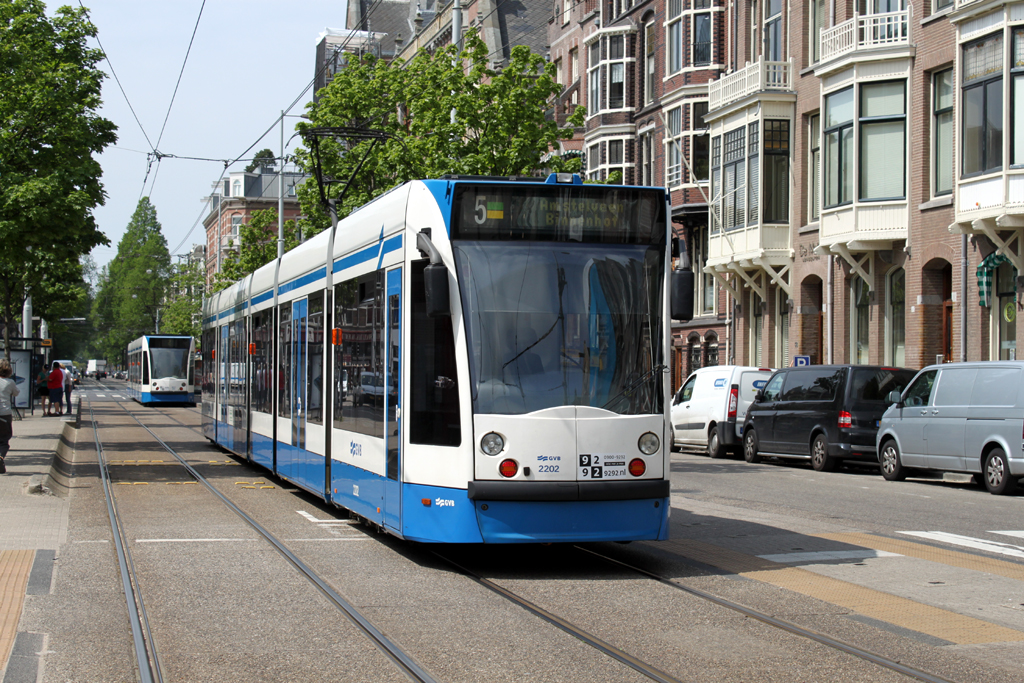
Einer der vier Combinos in Zweirichtungsausführung (Baureihe 14G, Baujahr 2002) auf der Linie 5
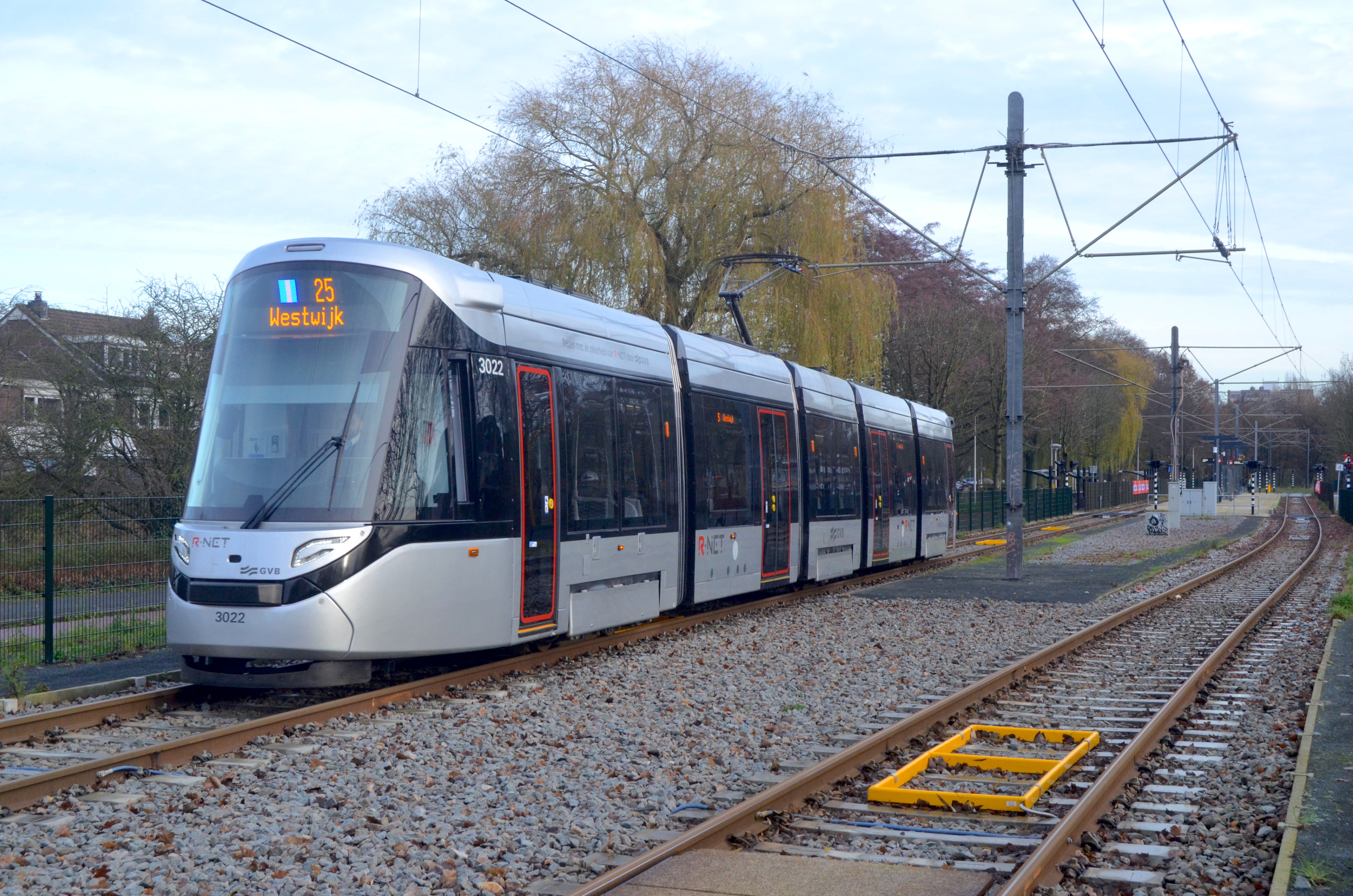
Ein Wagen der neuesten Baureihe 15G auf der Linie 25, Baujahre 2019–2022

### Frühere Fahrzeuge

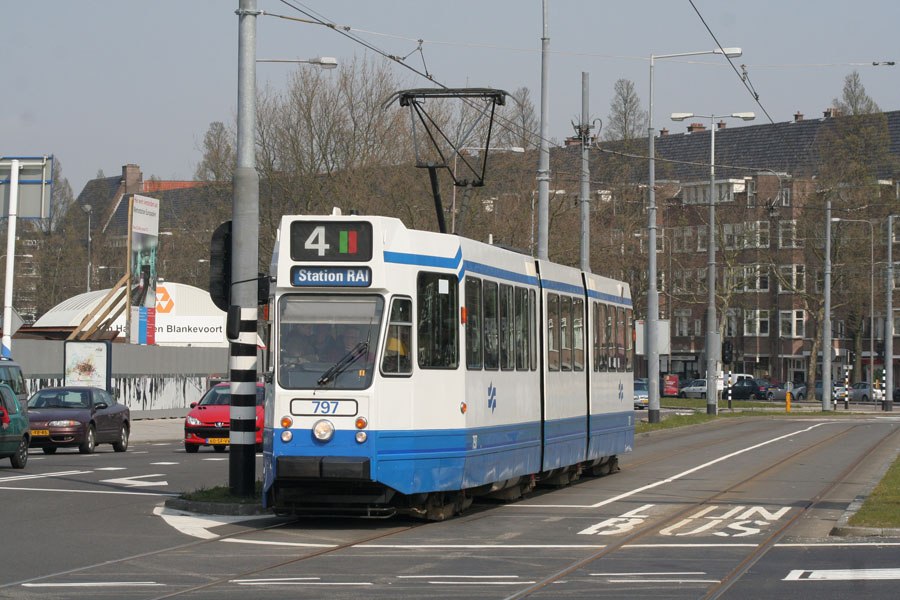
LHB-Gelenkwagen (Serie 780–816) am Europaplein in Amsterdam-Zuid. Dieser Typ war von 1979 bis 2015 in Betrieb.
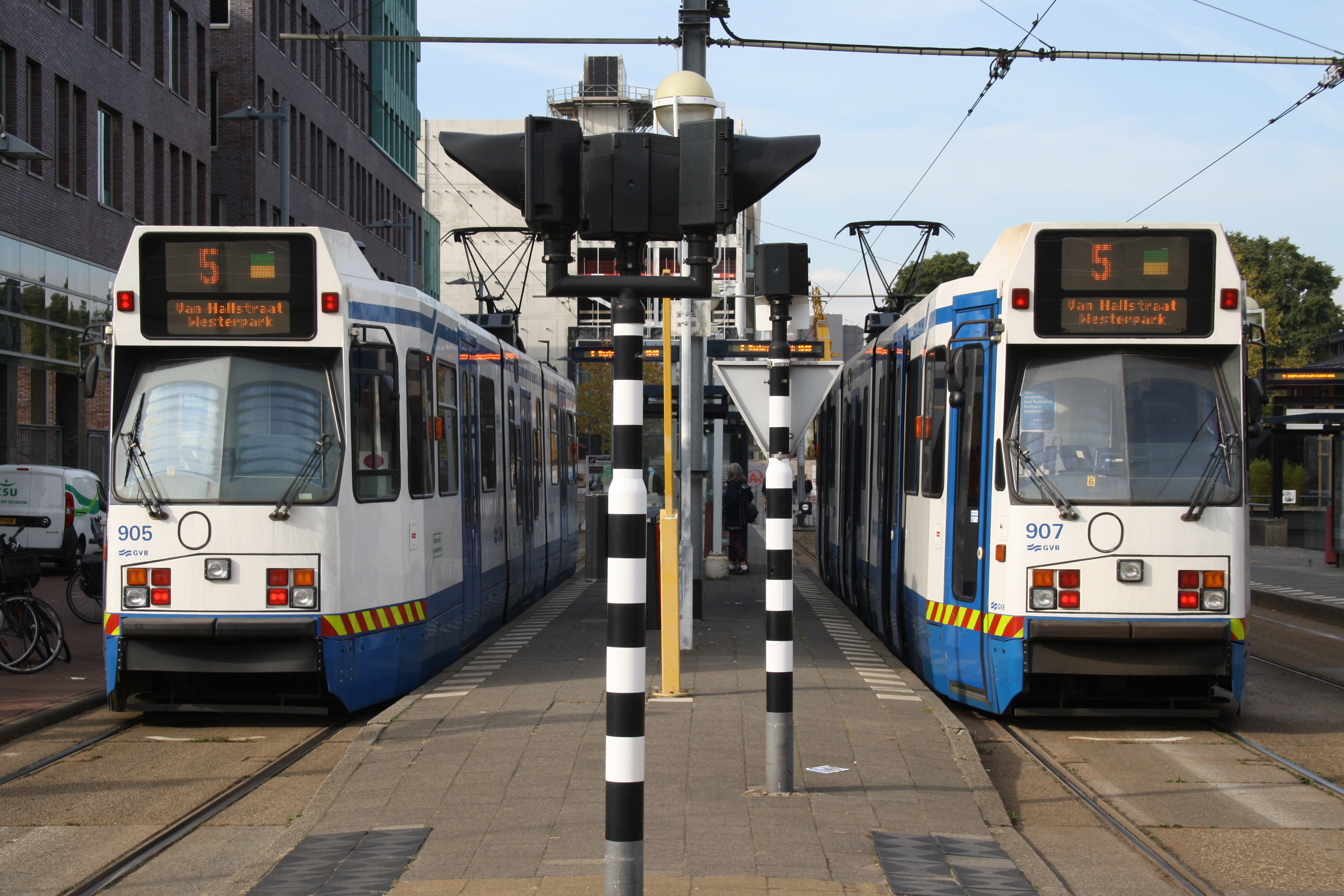
Zweirichtungswagen der Baureihe 11G (Baujahre 1989–1990) in der Stumpfendstelle Amstelveen Binnenhof
Einrichtungswagen der Baureihe 12G (Baujahre 1990–1991)

### De Red Crosser

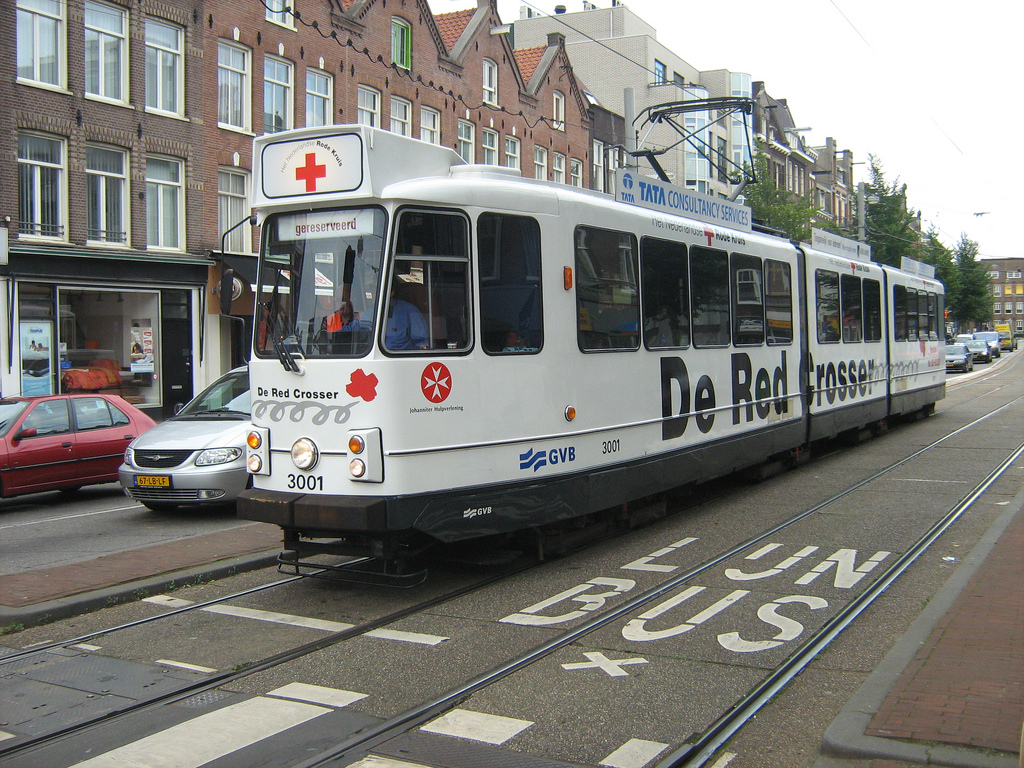
Die „Red Crosser“ 3001 (ex 767) (Rote-Kreuz-Tram; LHB-Wagen)

Unter dem Namen De Red Crosser (deutsch: „Der Rote Kreuzer“) betrieb das Niederländische Rote Kreuz (Nederlandse Rode Kruis) ab 2003 einen mit verschiedenen technischen Hilfen ausgestatteten Gelenktriebwagen der Straßenbahn Amsterdam, mit dem behinderten und chronisch kranken Menschen sowie älteren, alleinstehenden oder anderweitig hilfsbedürftigen Personen Stadtrundfahrten sowie der Besuch von Sehenswürdigkeiten ermöglicht wurden. Der von der deutschen Firma Linke-Hofmann-Busch gelieferte Wagen der Baureihe 8G war rollstuhlgerecht ausgestattet worden und wies einen Lift, eine Klimaanlage sowie eine behindertengerechte Toilette auf. Er bot Platz für 20–39 Personen und verkehrte nach vorheriger Buchung an sechs Tagen in der Woche. Der Betrieb endete 2016.

## Aktuelles Liniennetz
Das Liniennetz wurde mit Eröffnung des Innenstadttunnels der Metrolinie 52 im Juli 2018 komplett umgestaltet.
Amsterdam ist die einzige Stadt in den Niederlanden, die noch Linienkennfarben als Ergänzung zur Liniennummer nutzt.
| Linie | Linienweg |
| ----- | --- |
| 01 0  | Osdorp De Aker (Matterhorn) – Bahnhof Lelylaan – Surinameplein – Leidseplein – Weesperplein – Oosterpark – Bahnhof Amsterdam Muiderpoort       |
| 02 0  | Nieuw Sloten (Oudenaardeplantsoen) – Hoofddorpplein – Leidseplein – Centraal Station                                                           |
| 03 0  | Zoutkeetsgracht – Haarlemmerplein – Frederik Hendrikplantsoen – Museumplein – De Pijp – Oosterpark – Bahnhof Amsterdam Muiderpoort – Flevopark |
| 04 0  | Station RAI – Europaplein – Victorieplein – Frederiksplein – Rembrandtplein – Centraal Station                                                 |
| 05 0  | Amstelveen Binnenhof – Amstelveen Oranjebaan – Buitenveldert – Bahnhof Amsterdam Zuid – Museumplein – Leidseplein – Westergasfabriek           |
| 07 0  | Slotermeer (Sloterpark) – Bos en Lommerplein – Leidseplein – Weesperplein – Czaar Peterstraat – Rietlandpark (hoch) – Azartplein               |
| 12 0  | Centraal Station – Leidseplein – Museumplein – De Pijp – Churchill-laan – Victorieplein – Amstelstation                                        |
| 13 0  | Geuzenveld (Lambertus Zijlplein) – Jan Tooropstraat – Mercatorplein – Westermarkt – Centraal Station                                           |
| 14 0  | Centraal Station – Rembrandtplein – Plantage Kerklaan – Flevopark                                                                              |
| 17 0  | Osdorp Dijkgraafplein – Osdorpplein – Station Lelylaan – Surinameplein – Westermarkt – Centraal Station                                        |
| 19 0  | Diemen Sniep – Watergraafsmeer – Oosterpark – Weesperplein – Leidseplein – Bilderdijkstraat – Bahnhof Amsterdam Sloterdijk                     |
| 24 0  | Centraal Station – Vijzelgracht – De Pijp – Olympiaplein – De Boelelaan/VU                                                                     |
| 25 0  | Bahnhof Amsterdam Zuid – Amstelveen Oranjebaan – Ouderkerkerlaan – Poortwachter – Amstelveen Westwijk – Uithoorn Centrum                       |
| 26 0  | IJburg (Haveneiland) – Zeeburgereiland – Rietlandpark (tief) – Passengers Terminal Amsterdam – Centraal Station                                |

Zudem verkehren sonntags von April bis Oktober zwei historische Linien:
20 0 Vijzelgracht → Leidseplein → Haarlemmermeerstation → Olympiaplein → De Pijp → Vijzelgracht ↔ Frederiksplein → Weesperplein → Waterlooplein → Frederiksplein
30 0 Haarlemmermeerstation – Station Amstelveen – Station Bovenkerk

### Verhältnis zwischen Metro und Straßenbahn
Zwischen der Metro Amsterdam und der Straßenbahn bestehen zurzeit an 17 Stationen Umsteigebeziehungen. Viele Umsteigemöglichkeiten bestehen zur Metro-Linie 51, die als Halbringlinie sehr viele Straßenbahnstrecken der Hauptverkehrsachsen schneidet. An einigen Stationen gibt es außerdem die Möglichkeit, auf die Eisenbahn umzusteigen. Auf dem Netzplan (ganz oben) sind auch die Metrolinien und Umsteigestationen mit der Straßenbahn zu erkennen. Vor der Einführung der CAF Urbos des Typs 15G im Dezember 2020 verkehrten Sneltrams von Amsterdam CS bis Zuid auf der Metro und dann auf einer Straßenbahnstrecke nach Süden.